# Herb Połczyna-Zdroju
Herb Połczyna-Zdroju – jeden z symboli miasta Połczyn-Zdrój i gminy Połczyn-Zdrój w postaci herbu.

## Wygląd i symbolika

Herb wielki Połczyna

Herb przedstawia na tarczy dwudzielnej w słup w polu heraldycznie prawym na srebrnym tle poziomy czerwony pas. Po lewej stronie, w srebrnym polu na trzech zielonych wzgórzach znajdują się trzy zielone krzewy winorośli, wsparte na trzech tyczkach koloru złotego.
Czerwony pas na srebrnym polu nawiązanie do herbu rodowego wieloletnich właścicieli Połczyna-Zdroju – rodziny Manteuffel. Wzgórza znajdują do wzniesień w południowo-wschodniej części Parku Zdrojowego, zwanych przez mieszkańców "trzema garbami".

## Historia
Pierwotnie herb miasta przedstawiał trzy krzewy winorośli ze zwisającymi gronami. Po przejęciu miasta  W 1389 przez ród Manteufflów doszło do złączenia dotychczasowego herbu z herbem nowych właścicieli.